# حل (معادلة)

مثال عن استعمال طريقة نيوتن-رافسونمن أجل حلحلة المعادلة أو بشكل مكافئ، ايجاد جذر للدالة (إذا كانت الدالة هي الموصوفة أعلاه). طريقة نيوتن-رافسن هي طريقة تمكن من ايجاد حلول عددية.

The صيغة تربيعية, the symbolic solution for the المعادلة التربيعية. By instantiating it with the coefficients and evaluating, the numeric solution for the quadratic formula with those coefficients is found.

في الرياضيات، حل المعادلة هو إيجاد القيم (أعدادا كانت أم دوالا أم مجموعات...) التي تحقق معادلة ما (عبارتان اثنتان تربطهما علاقة التساوي).

## طرق الحلحلة

### الجبر الابتدائي
المعادلات الخطية أو الجذرية البسيطة كما في المثالين التاليين،
{\displaystyle 3x+4=5x+2\,,\quad {\frac {4x+9}{3x+4}}=2\,,}
يمكن حلها باستعمال طرق الجبر الابتدائي.

### نظم المعادلات الخطية
انظر نظام معادلات خطية, الجبر الخطي.

### المعادلات الديوفانتية
في المعادلات الديوفانتية يشترط في الحلول أن تكون أعداد صحيحة.

### الدوال العكسية
انظر أيضا معضلة عكسية وإلى دالة عكسية.

### معادلات المصفوفات
انظر إلى مصفوفة وإلى جبر خطي.

### المعادلات التفاضلية
انظر إلى معادلة تفاضلية وإلى تحليل عددي وإلى تفاضل وتكامل.